# Nati nel 1986/Settembre
| Questa pagina contiene informazioni ricavate automaticamente dalle voci biografiche con l'ausilio del template Bio e di un bot. L'aggiornamento è periodico e automatico e ricostruisce completamente la pagina. Se manca una persona in questa lista, sei pregato di non aggiungerla, ma accertati piuttosto che la sua voce biografica contenga il template Bio e che i dati anagrafici siano correttamente compilati. Se il template Bio manca, inseriscilo tu stesso o, in alternativa, metti l'avviso {{tmp\|Bio}} che ne segnala la mancanza. Se i dati riportati sono sbagliati, correggi direttamente la voce biografica; le modifiche saranno visibili in questa lista entro pochi giorni. Per chiarimenti vedi il progetto biografie. La lista contiene solo le 483 persone che sono citate nell'enciclopedia e per le quali è stato implementato correttamente il template Bio. Pagina aggiornata al 18 ago 2025. |

- 1º settembre - Anthony Allen, rugbista a 15 inglese
- 1º settembre - Calais Campbell, giocatore di football americano statunitense
- 1º settembre - Victor Igbekoyi, ex calciatore nigeriano
- 1º settembre - Jiang Ning, calciatore cinese
- 1º settembre - Bassagong, rapper sudcoreano
- 1º settembre - Camille LeNoir, ex cestista statunitense
- 1º settembre - Gaël Monfils, tennista francese
- 1º settembre - Stella Mwangi, cantante e rapper keniota
- 1º settembre - Ernesto Petti, baritono italiano
- 1º settembre - Roman Poljans'kyj, canottiere ucraino
- 1º settembre - Sidney Rice, ex giocatore di football americano statunitense
- 1º settembre - Jean Sarkozy, politico francese
- 1º settembre - Mitja Viler, ex calciatore sloveno
- 1º settembre - Matthias Walkner, pilota motociclistico austriaco
- 2 settembre - Corey Cogdell, tiratrice a volo statunitense
- 2 settembre - Stevan Faddy, cantante montenegrino
- 2 settembre - Gelson Fernandes, ex calciatore svizzero
- 2 settembre - Rafik Halliche, ex calciatore algerino
- 2 settembre - Kyle Hines, ex cestista statunitense
- 2 settembre - Júlio César Jacobi, calciatore brasiliano
- 2 settembre - Kim Hye-min, goista sudcoreana
- 2 settembre - Lee Tae-im, attrice sudcoreana
- 2 settembre - Thomas Leota, calciatore samoano americano
- 2 settembre - Hrayr Mkoyan, calciatore armeno
- 2 settembre - Moses Ndiema Kipsiro, mezzofondista ugandese
- 2 settembre - Ryan O'Connell, attore, sceneggiatore e comico statunitense
- 2 settembre - Willie Overtoom, ex calciatore camerunese
- 2 settembre - Grégory Tadé, ex calciatore francese
- 2 settembre - Efrén Vázquez, pilota motociclistico spagnolo
- 2 settembre - Jakub Veselý, pallavolista ceco
- 3 settembre - Michele Balducci, attore e regista italiano
- 3 settembre - Jeimmy Bernárdez, ex ostacolista honduregna
- 3 settembre - Lawrence Doe, calciatore liberiano
- 3 settembre - Jempy Drucker, ex ciclista su strada e ciclocrossista lussemburghese
- 3 settembre - Tiffany Géroudet, schermitrice svizzera
- 3 settembre - Kathrin Hitzer, biatleta tedesca
- 3 settembre - LX, rapper tedesco
- 3 settembre - Michel Joubert, calciatore seychellese
- 3 settembre - Blel Kadri, ex ciclista su strada francese
- 3 settembre - Lorenz Larkin, artista marziale misto statunitense
- 3 settembre - Maurizio Merluzzo, doppiatore, direttore del doppiaggio e youtuber italiano
- 3 settembre - Vesa Mäkäläinen, ex cestista finlandese
- 3 settembre - Omi, cantante giamaicano
- 3 settembre - Marko Pavićević, calciatore serbo
- 3 settembre - Luis Alberto Perea, calciatore colombiano
- 3 settembre - Reggie Smith, giocatore di football americano statunitense
- 3 settembre - Pablo Taborda, giocatore di calcio a 5 argentino
- 3 settembre - Aķžürek Tañatarov, lottatore kazako
- 3 settembre - Todor Timonov, ex calciatore bulgaro
- 3 settembre - Romana Vyňuchalová, cestista slovacca
- 3 settembre - Shaun White, ex snowboarder e skater statunitense
- 4 settembre - Danilo Asconeguy, calciatore uruguaiano
- 4 settembre - Alexandra Borbély, attrice slovacca
- 4 settembre - Lorenzo Davids, calciatore olandese
- 4 settembre - Chiara Dedè, calciatrice italiana
- 4 settembre - Vittoria Ferdinandi, politica e imprenditrice italiana
- 4 settembre - Stefano Gross, allenatore di sci alpino e ex sciatore alpino italiano
- 4 settembre - Aaron Hunt, ex calciatore tedesco
- 4 settembre - Ayumi Kaihori, ex calciatrice giapponese
- 4 settembre - Charlotte Le Bon, attrice e ex modella canadese
- 4 settembre - Alyson Le Borges, modella e attrice francese
- 4 settembre - Samuel Ochoa, ex calciatore statunitense
- 4 settembre - Kyriakos Paulou, ex calciatore cipriota
- 4 settembre - Sebastián Prediguer, calciatore argentino
- 4 settembre - Edson Puch, calciatore cileno
- 4 settembre - Tyler Smith, ex cestista statunitense
- 4 settembre - Sun Dan, ginnasta cinese
- 4 settembre - Temarii Tinorua, calciatore francese
- 4 settembre - Norbert Tóth, ex cestista ungherese
- 4 settembre - Pesamino Victor, calciatore samoano americano
- 4 settembre - Xavier Woods, wrestler statunitense
- 4 settembre - James Younghusband, ex calciatore filippino
- 5 settembre - Rémy Amieux, ex calciatore francese
- 5 settembre - Marco Androni, ex giocatore di calcio a 5 italiano
- 5 settembre - Florencia Benítez, attrice argentina
- 5 settembre - Giovanni Bonini, ex calciatore sammarinese
- 5 settembre - Kris Bright, ex calciatore neozelandese
- 5 settembre - Andrew Ducote, attore statunitense
- 5 settembre - Ezra Furman, cantautrice statunitense
- 5 settembre - Evghenia Guțul, giurista e politica moldava
- 5 settembre - Scott Higginbotham, rugbista a 15 australiano
- 5 settembre - Shawn Hook, cantautore e compositore canadese
- 5 settembre - Rogier Hofman, hockeista su prato olandese
- 5 settembre - Flavio Lazzari, ex calciatore italiano
- 5 settembre - Jaroslav Machovec, ex calciatore slovacco
- 5 settembre - Ranti Martins, ex calciatore nigeriano
- 5 settembre - Colt McCoy, ex giocatore di football americano statunitense
- 5 settembre - Francis Ngannou, artista marziale misto e pugile camerunese
- 5 settembre - Rosvitha Okou, ostacolista ivoriana
- 5 settembre - Miguel Pallardó, ex calciatore spagnolo
- 5 settembre - Aleksandr Rjazancev, ex calciatore russo
- 5 settembre - Brad Rusin, ex calciatore statunitense
- 5 settembre - Yan Xiangchuang, calciatore cinese
- 6 settembre - Alessandra Carbonaro, politica italiana
- 6 settembre - Hristu Chiacu, ex calciatore rumeno
- 6 settembre - Ryan Clady, giocatore di football americano statunitense
- 6 settembre - Danilson Córdoba, ex calciatore colombiano
- 6 settembre - Alexander Grimm, canoista tedesco
- 6 settembre - Anna von Hausswolff, cantante, pianista e compositrice svedese
- 6 settembre - Kevin Jared Hosein, scrittore trinidadiano
- 6 settembre - Martin Jakš, ex fondista ceco
- 6 settembre - Michael Jenkins, ex cestista statunitense
- 6 settembre - Joice de Souza Rodrigues, cestista brasiliana
- 6 settembre - Mantas Kalnietis, ex cestista lituano
- 6 settembre - Thomas Lüthi, pilota motociclistico svizzero
- 6 settembre - Ben McCauley, ex cestista statunitense
- 6 settembre - Gherland McDonald, ex calciatore costaricano
- 6 settembre - Illy, rapper australiano
- 6 settembre - Tarec Saffiedine, artista marziale misto belga
- 6 settembre - Graham Wardle, attore canadese
- 6 settembre - Booker Woodfox, ex cestista statunitense
- 6 settembre - Ina Žukava, ex ginnasta bielorussa
- 7 settembre - Hamdi Braa, ex cestista tunisino
- 7 settembre - Brian Brendell, ex calciatore namibiano
- 7 settembre - Charlie Daniels, ex calciatore inglese
- 7 settembre - Colin Delaney, wrestler statunitense
- 7 settembre - Denis Finnegan, triplista irlandese
- 7 settembre - Fanny Fischer, canoista tedesca
- 7 settembre - Dragoș Grigore, calciatore rumeno
- 7 settembre - Denis Istomin, tennista e allenatore di tennis uzbeko
- 7 settembre - Jamea Jackson, ex tennista statunitense
- 7 settembre - Betty Ann Bjerkreim Nilsen, orientista e ex fondista norvegese
- 7 settembre - Ebrahim Savaneh, ex calciatore gambiano
- 7 settembre - Alexandra Stamatopoulou, nuotatrice greca
- 7 settembre - Romeu Torres, ex calciatore portoghese
- 7 settembre - Jodie Turner-Smith, attrice e modella britannica
- 8 settembre - Anton Avdeev, schermidore russo
- 8 settembre - Carlos Bacca, calciatore colombiano
- 8 settembre - Eden Ben Basat, ex calciatore israeliano
- 8 settembre - Mihai Bobocica, tennistavolista rumeno
- 8 settembre - Johan Dahlin, calciatore svedese
- 8 settembre - Micah Downs, ex cestista statunitense
- 8 settembre - Julija Durėjka, cestista bielorussa
- 8 settembre - Ryōhei Hayashi, ex calciatore giapponese
- 8 settembre - Evgeniy Malinin, calciatore kirghiso
- 8 settembre - João Moutinho, calciatore portoghese
- 8 settembre - Kirill Nababkin, calciatore russo
- 8 settembre - Vitālijs Rečickis, ex calciatore lettone
- 8 settembre - Gary Russell, giocatore di football americano statunitense
- 8 settembre - Jake Sandvig, attore statunitense
- 8 settembre - Zurab Tsiskaridze, ex calciatore georgiano
- 8 settembre - Krystal Vaughn, cestista statunitense
- 8 settembre - Rosemarie Whyte, velocista giamaicana
- 9 settembre - José Aldo, ex artista marziale misto brasiliano
- 9 settembre - Daniel Bailey, velocista antiguo-barbudano
- 9 settembre - Goran Cvijanovič, ex calciatore sloveno
- 9 settembre - Bobby Green, artista marziale misto statunitense
- 9 settembre - Amanda Kernell, regista e sceneggiatrice svedese
- 9 settembre - Aljaksej Kučuk, ex calciatore bielorusso
- 9 settembre - Helen Kurup, attrice britannica
- 9 settembre - Jason Lamy-Chappuis, ex sciatore nordico francese
- 9 settembre - Mike Lawler, politico statunitense
- 9 settembre - Makoto Matsuura, ex pallavolista giapponese
- 9 settembre - Luc Mbah a Moute, ex cestista camerunese
- 9 settembre - Brittney Reese, lunghista statunitense
- 9 settembre - Ri Myong-guk, ex calciatore nordcoreano
- 9 settembre - Amina Rouba, canottiera algerina
- 9 settembre - Ahmed bin Fahd Al Sa'ud, principe, politico e filantropo saudita
- 10 settembre - Alice Birch, drammaturga e sceneggiatrice britannica
- 10 settembre - Brandon Carter, wrestler statunitense
- 10 settembre - Yevgeniy Ektov, triplista kazako
- 10 settembre - Windi Graterol, cestista venezuelano
- 10 settembre - Mario Grgić, ex calciatore austriaco
- 10 settembre - Sarah Levy, attrice canadese
- 10 settembre - Francis Litsingi, ex calciatore congolese (Repubblica del Congo)
- 10 settembre - Eugeneson Lyngdoh, calciatore indiano
- 10 settembre - Angel McCoughtry, cestista statunitense
- 10 settembre - Ashley Monroe, cantautrice statunitense
- 10 settembre - Matteo Mosterts, pallavolista italiano
- 10 settembre - Michel Nack Balokog, ex calciatore camerunese
- 10 settembre - Mari Rabie, triatleta sudafricana
- 10 settembre - Ben Strong, ex cestista e allenatore di pallacanestro statunitense
- 10 settembre - Hiroki Uchi, cantante, attore e modello giapponese
- 10 settembre - Alan Voskuil, ex cestista statunitense
- 10 settembre - Julian Walker, ex hockeista su ghiaccio svizzero
- 11 settembre - Ismaeel Abdullatif, calciatore bahreinita
- 11 settembre - Cédric Avinel, ex calciatore francese
- 11 settembre - Sara Barattin, rugbista a 15 italiana
- 11 settembre - Valerij Borčin, marciatore russo
- 11 settembre - Renato De Donato, ex pugile italiano
- 11 settembre - Darvin Edwards, ex altista santaluciano
- 11 settembre - Masako Hozumi, pattinatrice di velocità su ghiaccio giapponese
- 11 settembre - Andrej Križaj, ex sciatore alpino sloveno
- 11 settembre - Fabrice Martin, tennista francese
- 11 settembre - Robert Ng'ambi, ex calciatore malawiano
- 11 settembre - Vaueli Nuusila, calciatore samoano americano
- 11 settembre - LaToya Pringle, ex cestista e allenatrice di pallacanestro statunitense
- 11 settembre - Chiliboy Ralepelle, rugbista a 15 sudafricano
- 11 settembre - Ben Scrivens, hockeista su ghiaccio canadese
- 11 settembre - Rafał Siemaszko, ex calciatore polacco
- 11 settembre - Rishod Sobirov, judoka uzbeko
- 11 settembre - Bojan Trajkovski, cestista macedone
- 11 settembre - Uroš Tripković, ex cestista serbo
- 12 settembre - Alfie Allen, attore britannico
- 12 settembre - Jurica Buljat, calciatore croato
- 12 settembre - Kamila Chudzik, multiplista polacca
- 12 settembre - Charles-André Doudin, ex calciatore svizzero
- 12 settembre - Enric Gallego, calciatore spagnolo
- 12 settembre - Joanne Jackson, ex nuotatrice britannica
- 12 settembre - Kostjantyn Jarošenko, calciatore ucraino
- 12 settembre - Arthur Lounsbery, doppiatore statunitense
- 12 settembre - Tomi Maanoja, ex calciatore finlandese
- 12 settembre - Yūto Nagatomo, calciatore giapponese
- 12 settembre - Viviana Ortiz, modella portoricana
- 12 settembre - Maciej Paterski, ex ciclista su strada polacco
- 12 settembre - Emmy Rossum, attrice e cantante statunitense
- 12 settembre - Kevin Seeldraeyers, ex ciclista su strada belga
- 12 settembre - Tim Vincken, ex calciatore olandese
- 12 settembre - Yang Mi, attrice e cantante cinese
- 13 settembre - Jonathan Aka, ex cestista francese
- 13 settembre - Aleksandr Belenov, calciatore russo
- 13 settembre - Giulia Candiago, conduttrice televisiva e ex sciatrice alpina italiana
- 13 settembre - Steve Colpaert, ex calciatore belga
- 13 settembre - Aoife Cooke, mezzofondista e maratoneta irlandese
- 13 settembre - Marco Giansante, doppiatore italiano
- 13 settembre - Derek Hardman, giocatore di football americano statunitense
- 13 settembre - Henri Hurskainen, giocatore di badminton svedese
- 13 settembre - Kamui Kobayashi, pilota automobilistico giapponese
- 13 settembre - Pablo Marrochi, pallamanista uruguaiano
- 13 settembre - Thomas Prager, calciatore austriaco
- 13 settembre - Sean Williams, ex cestista statunitense
- 14 settembre - Ahmad Abdel-Halim, calciatore giordano
- 14 settembre - Paul Brannigan, attore scozzese
- 14 settembre - Laura Castelli, politica italiana
- 14 settembre - Luis Fernando Fuentes, calciatore messicano
- 14 settembre - Hallbera Guðný Gísladóttir, calciatrice islandese
- 14 settembre - Wataru Hashimoto, calciatore giapponese
- 14 settembre - Michelle Jenner, attrice spagnola
- 14 settembre - Lionel Larry, velocista statunitense
- 14 settembre - Courtney Mathewson, ex pallanuotista statunitense
- 14 settembre - Moon Sung-min, pallavolista sudcoreano
- 14 settembre - Aymen Mouelhi, calciatore spagnolo
- 14 settembre - Steven Naismith, allenatore di calcio e ex calciatore scozzese
- 14 settembre - Barış Özbek, allenatore di calcio e ex calciatore tedesco
- 14 settembre - Berat Sadik, calciatore finlandese
- 14 settembre - Alan Sheehan, allenatore di calcio e ex calciatore irlandese
- 14 settembre - Tinchy Stryder, rapper e produttore discografico britannico
- 14 settembre - Ai Takahashi, cantante, modella e attrice giapponese
- 14 settembre - Issei Takayanagi, ex calciatore giapponese
- 14 settembre - A.J. Trauth, attore statunitense
- 14 settembre - Reggie Williams, ex cestista statunitense
- 15 settembre - Abdelrazaq Al Hussain, calciatore siriano
- 15 settembre - Samuel Barlay, ex calciatore sierraleonese
- 15 settembre - Kevin Barnes, ex giocatore di football americano statunitense
- 15 settembre - Aleksandr Bessmertnych, fondista russo
- 15 settembre - Cristina Chiabotto, conduttrice televisiva, showgirl e ex modella italiana
- 15 settembre - Dionte Christmas, ex cestista statunitense
- 15 settembre - Taimuraz Friev, lottatore russo
- 15 settembre - Sanja Jovanović, ex nuotatrice croata
- 15 settembre - Vitor Júnior, calciatore brasiliano
- 15 settembre - Crystal Kelly, ex cestista e allenatrice di pallacanestro statunitense
- 15 settembre - Michael Lahoud, ex calciatore sierraleonese
- 15 settembre - Heidi Montag, personaggio televisivo, attrice e cantante statunitense
- 15 settembre - Alessandro Prontera, arbitro di calcio italiano
- 15 settembre - Weyinmi Efejuku Rose, ex cestista statunitense
- 15 settembre - Alexander Stephan, ex calciatore tedesco
- 15 settembre - Tang Jingzhi, nuotatrice cinese
- 15 settembre - Hiskel Tewelde, mezzofondista e maratoneta eritreo
- 15 settembre - Guillaume Thierry, ex multiplista mauriziano
- 15 settembre - Nayuha Toyoda, ex calciatrice giapponese
- 15 settembre - Dejan Vinčić, pallavolista sloveno
- 15 settembre - George Watsky, rapper, poeta e scrittore statunitense
- 15 settembre - Peter Wilson, tiratore a volo britannico
- 16 settembre - Gaëtan Belaud, calciatore francese
- 16 settembre - Julián Estéban, ex calciatore svizzero
- 16 settembre - Magdalena Fularczyk, canottiera polacca
- 16 settembre - Iván García Casado, cestista spagnolo
- 16 settembre - Ian Harding, attore statunitense
- 16 settembre - Hossein Mahini, calciatore iraniano
- 16 settembre - Brian Perez, calciatore gibilterriano
- 16 settembre - Kyla Pratt, attrice e cantante statunitense
- 16 settembre - Karin Previtali, calciatrice italiana
- 16 settembre - Arianna Schivo, cavallerizza italiana
- 16 settembre - Dmitrij Šarafutdinov, arrampicatore russo
- 16 settembre - Michael James Shaw, attore e scrittore statunitense
- 16 settembre - Sebastian Strandvall, ex calciatore finlandese
- 16 settembre - Resul Tekeli, pallavolista turco
- 16 settembre - Jonas Van Genechten, ex ciclista su strada belga
- 16 settembre - Amir Weintraub, ex tennista israeliano
- 17 settembre - Anton Alichanov, politico russo
- 17 settembre - Serdar Böke, lottatore turco
- 17 settembre - Paolo De Ceglie, allenatore di calcio e ex calciatore italiano
- 17 settembre - Samir El Moussaoui, calciatore olandese
- 17 settembre - Katerina Glyniadakī, ex cestista greca
- 17 settembre - Sjarhej Kazeka, allenatore di calcio e ex calciatore bielorusso
- 17 settembre - Filip Lončarić, ex calciatore croato
- 17 settembre - Yoshitsugu Matsuoka, doppiatore giapponese
- 17 settembre - Landry Mulemo, ex calciatore belga
- 17 settembre - Maximiliano Núñez, calciatore argentino
- 17 settembre - Daniele Radini Tedeschi, critico d'arte, storico dell'arte e personaggio televisivo italiano
- 17 settembre - LaMonte Ulmer, ex cestista statunitense
- 17 settembre - Sophie, produttrice discografica, musicista e disc jockey britannica († 2021)
- 17 settembre - Kristina Šundov, calciatrice croata
- 18 settembre - Sultan Al Ghaferi, calciatore emiratino
- 18 settembre - Cammy Bell, ex calciatore scozzese
- 18 settembre - José Luis Chávez, calciatore boliviano
- 18 settembre - Jimmy Durano, attore pornografico brasiliano
- 18 settembre - Jovan Golić, allenatore di calcio e ex calciatore serbo
- 18 settembre - Keeley Hazell, modella e attrice inglese
- 18 settembre - Renaud Lavillenie, astista francese
- 18 settembre - Derek Mandell, mezzofondista
- 18 settembre - Tobias Mikkelsen, ex calciatore danese
- 18 settembre - Eric Vance, ex pallavolista statunitense
- 18 settembre - Jeremy Ware, ex giocatore di football americano statunitense
- 19 settembre - Leon Best, ex calciatore irlandese
- 19 settembre - Alemayehu Bezabeh, mezzofondista etiope
- 19 settembre - Alessandro Borghi, attore italiano
- 19 settembre - Martín Bravo, ex calciatore argentino
- 19 settembre - Gerald Ciolek, ex ciclista su strada tedesco
- 19 settembre - Grete Eliassen, ex sciatrice freestyle norvegese
- 19 settembre - Mario Escobar, arbitro di calcio guatemalteco
- 19 settembre - Ismaël Gace, calciatore francese
- 19 settembre - Céline Goberville, tiratrice a segno francese
- 19 settembre - Ken Gushi, pilota automobilistico giapponese
- 19 settembre - Silvana Imam, rapper lituana
- 19 settembre - Irena Martínková, ex calciatrice ceca
- 19 settembre - Lucie Martínková, calciatrice ceca
- 19 settembre - Mandy Musgrave, attrice statunitense
- 19 settembre - Sally Pearson, ex ostacolista e velocista australiana
- 19 settembre - Rodrigo Galo, ex calciatore brasiliano
- 19 settembre - Ariadna Romero, modella, showgirl e attrice cubana
- 19 settembre - Ilya Salmanzadeh, paroliere, compositore e produttore discografico svedese
- 19 settembre - Ryan Succop, giocatore di football americano statunitense
- 19 settembre - Sitaleki Timani, rugbista a 15 tongano
- 19 settembre - Peter Vack, attore, scrittore e regista statunitense
- 19 settembre - Angelina Valentine, attrice pornografica statunitense
- 20 settembre - Cristian Ansaldi, ex calciatore argentino
- 20 settembre - Farhad Bitani, scrittore afghano
- 20 settembre - Cédric Cambon, ex calciatore francese
- 20 settembre - Courtney Fells, cestista statunitense
- 20 settembre - Aldis Hodge, attore statunitense
- 20 settembre - İbrahim Kaş, ex calciatore turco
- 20 settembre - Alessio Isaia, giocatore di poker italiano
- 20 settembre - Justin Jules, ciclista su strada francese
- 20 settembre - Nurtas Kwrgwlïn, calciatore kazako
- 20 settembre - Li Zhe, tennista cinese
- 20 settembre - Pablo de Lucas, ex calciatore spagnolo
- 20 settembre - Alexandra Putra, nuotatrice francese
- 20 settembre - A.J. Ramos, giocatore di baseball statunitense
- 20 settembre - Diego Armando Maradona Junior, ex giocatore di beach soccer italiano
- 20 settembre - Kevin Thomas, giocatore di football americano statunitense
- 21 settembre - Roxana Cogianu, canottiera rumena
- 21 settembre - Darnell Harris, ex cestista statunitense
- 21 settembre - Walter Hodge, cestista portoricano
- 21 settembre - Mark Howard, calciatore inglese
- 21 settembre - Atlee, regista e sceneggiatore indiano
- 21 settembre - Roberto Santamaria, rugbista a 15 e allenatore di rugby a 15 italiano
- 21 settembre - George Simion, attivista e politico rumeno
- 21 settembre - Lindsey Stirling, violinista, compositrice e ballerina statunitense
- 21 settembre - Kanjana Sungngoen, calciatrice thailandese
- 21 settembre - Marinaldo Cícero da Silva, ex calciatore brasiliano
- 22 settembre - Lorenzo Baglioni, cantautore e comico italiano
- 22 settembre - Daniel Barna, ex calciatore rumeno
- 22 settembre - Yassine Chikhaoui, ex calciatore tunisino
- 22 settembre - Itte Detenamo, sollevatore nauruano
- 22 settembre - Ryan Dicker, ex calciatore anglo-verginiano
- 22 settembre - Dennis Hediger, allenatore di calcio e ex calciatore svizzero
- 22 settembre - Sandrina Illes, triatleta austriaca
- 22 settembre - Daníel Laxdal, ex calciatore islandese
- 22 settembre - Leonardo Rodrigues Pereira, ex calciatore brasiliano
- 22 settembre - Ben McLaughlin, ex giocatore di football americano statunitense
- 22 settembre - Tessa Parkinson, velista australiana
- 22 settembre - Luis Enrique Robles, ex calciatore messicano
- 22 settembre - Chris Schwinden, giocatore di baseball statunitense
- 22 settembre - Will Sharpe, attore, sceneggiatore e regista britannico
- 22 settembre - Sayuri Yahagi, doppiatrice giapponese
- 23 settembre - Eduarda Amorim, ex pallamanista brasiliana
- 23 settembre - Anna Charlotte Barbera, attrice e doppiatrice italiana
- 23 settembre - Paolo Camilli, attore e regista italiano
- 23 settembre - Anri Chaguš, ex calciatore russo
- 23 settembre - Martin Cranie, ex calciatore inglese
- 23 settembre - Kaylee DeFer, attrice statunitense
- 23 settembre - Flora Diegues, attrice, sceneggiatrice e regista brasiliana († 2019)
- 23 settembre - Bartosz Frankowski, arbitro di calcio polacco
- 23 settembre - Shion Hirota, doppiatrice giapponese
- 23 settembre - Mansur Isaev, judoka russo
- 23 settembre - Marina Micciulla, pallamanista italiana
- 23 settembre - Dalila Nesci, politica italiana
- 23 settembre - Matteo Rasom, ex hockeista su ghiaccio italiano
- 23 settembre - Matt Shaughnessy, giocatore di football americano statunitense
- 23 settembre - Shin A-lam, schermitrice sudcoreana
- 24 settembre - Yosimar Arias, ex calciatore costaricano
- 24 settembre - John Barclay, ex rugbista a 15 britannico
- 24 settembre - Leah Dizon, attrice, cantante e modella statunitense
- 24 settembre - Jasmin B. Frelih, scrittore e traduttore sloveno
- 24 settembre - Keisuke Iwashita, ex calciatore giapponese
- 24 settembre - Kieza, calciatore brasiliano
- 24 settembre - Kostjantyn Kravčenko, ex calciatore ucraino
- 24 settembre - Eloise Mumford, attrice statunitense
- 25 settembre - Heidi El Tabakh, allenatrice di tennis e ex tennista egiziana
- 25 settembre - Steve Forrest, cantante, chitarrista e batterista statunitense
- 25 settembre - Nicole Fugere, attrice statunitense
- 25 settembre - Jiang Tingting, sincronetta cinese
- 25 settembre - Jiang Wenwen, sincronetta cinese
- 25 settembre - Michal Jonáš, ex calciatore slovacco
- 25 settembre - Zoran Jovanović, calciatore svedese
- 25 settembre - Vernon Macklin, ex cestista e allenatore di pallacanestro statunitense
- 25 settembre - Sylvain Miaillier, sciatore freestyle francese
- 25 settembre - Jamie O'Hara, ex calciatore inglese
- 25 settembre - Piotr Polczak, ex calciatore polacco
- 25 settembre - Giorgi Popkhadze, ex calciatore georgiano
- 25 settembre - Ryu Jun-yeol, attore sudcoreano
- 25 settembre - Albert Subirats, ex nuotatore venezuelano
- 25 settembre - Wesley Verhoek, ex calciatore olandese
- 25 settembre - Sara Zanotti, ex calciatrice italiana
- 26 settembre - Abdelhafid Benchabla, pugile algerino
- 26 settembre - Walter Bormolini, ex sciatore freestyle italiano
- 26 settembre - Sean Doolittle, giocatore di baseball statunitense
- 26 settembre - Marc Edwige, calciatore francese
- 26 settembre - Filippo Ferraro, conduttore radiofonico e conduttore televisivo italiano
- 26 settembre - Sarah Freeman, attrice e doppiatrice statunitense
- 26 settembre - Mootaz Jounaidi, calciatore libanese
- 26 settembre - Martin Keller, velocista tedesco
- 26 settembre - Ashley Leggat, attrice e ballerina canadese
- 26 settembre - Santiago Ponzinibbio, artista marziale misto argentino
- 26 settembre - Suhas Subramanyam, politico statunitense
- 26 settembre - Richard Vuillermoz, ex fondista italiano
- 26 settembre - Yoon Shi-yoon, attore e modello sudcoreano
- 27 settembre - Bae Seul-ki, cantante e attrice sudcoreana
- 27 settembre - Frank Boeckx, allenatore di calcio e ex calciatore belga
- 27 settembre - Subhasish Roy Chowdhury, calciatore e allenatore di calcio indiano
- 27 settembre - Alexandru Epureanu, ex calciatore moldavo
- 27 settembre - Drago Gabrić, calciatore croato
- 27 settembre - Valentina Ghetti, attrice e sceneggiatrice italiana
- 27 settembre - Samuel Haanpää, ex cestista finlandese
- 27 settembre - Enrique Jerez, pilota motociclistico spagnolo
- 27 settembre - Yasmin Knoch, cantante tedesca
- 27 settembre - Məhəmmədrəsul Məcidov, pugile azero
- 27 settembre - Tamás Priskin, ex calciatore slovacco
- 27 settembre - Noizy, cantante e rapper albanese
- 27 settembre - Stéphane Ruffier, allenatore di calcio e ex calciatore francese
- 27 settembre - Alison Wonderland, disc jockey, produttrice discografica e cantante australiana
- 27 settembre - Joakim Sjöhage, ex calciatore svedese
- 27 settembre - Bryce Taylor, ex cestista e allenatore di pallacanestro statunitense
- 27 settembre - Natasha Thomas, cantautrice danese
- 28 settembre - Nnaemeka Ajuru, ex calciatore nigeriano
- 28 settembre - Stefano Albertini, pilota di rally italiano
- 28 settembre - Rômulo Alves Nobre, giocatore di calcio a 5 brasiliano
- 28 settembre - Ciro D'Emilio, regista e sceneggiatore italiano
- 28 settembre - Andrés Guardado, calciatore messicano
- 28 settembre - Akiko Ino, ex pallavolista giapponese
- 28 settembre - Caroline Larsson, cantante svedese
- 28 settembre - David Morillas, calciatore spagnolo
- 28 settembre - Bernd Nehrig, ex calciatore tedesco
- 28 settembre - Jordan Norwood, giocatore di football americano statunitense
- 28 settembre - Laurie Penny, giornalista e scrittrice britannica
- 28 settembre - Javi Poves, ex calciatore spagnolo
- 28 settembre - Dominic Waters, cestista statunitense
- 28 settembre - Engin Öztürk, attore turco
- 28 settembre - Oleh Šyrjajev, militare e attivista ucraino
- 29 settembre - Lo Bosworth, personaggio televisivo statunitense
- 29 settembre - Delara Darabi, iraniana († 2009)
- 29 settembre - José Antonio García Rabasco, ex calciatore spagnolo
- 29 settembre - Ilaria Garzaro, pallavolista italiana
- 29 settembre - Daniela Georgieva, ex cestista bulgara
- 29 settembre - Aleksandr Gripič, astista russo
- 29 settembre - Stefan Hula, saltatore con gli sci polacco
- 29 settembre - Ayuko Itō, pattinatrice di short track giapponese
- 29 settembre - Jerome Jordan, cestista giamaicano
- 29 settembre - Christopher Leoni, attore, modello e personaggio televisivo brasiliano
- 29 settembre - Inika McPherson, altista statunitense
- 29 settembre - Lebohang Mokoena, ex calciatore sudafricano
- 29 settembre - Larisa Popa, modella rumena
- 29 settembre - Arash Sadeghi, attivista iraniano
- 29 settembre - Michael Schär, ex ciclista su strada svizzero
- 29 settembre - Grega Žemlja, allenatore di tennis e ex tennista sloveno
- 30 settembre - Ilari Äijälä, ex calciatore finlandese
- 30 settembre - Marvin Angulo, calciatore costaricano
- 30 settembre - Perla Beltrán, modella messicana
- 30 settembre - Joan Cañellas, ex pallamanista spagnolo
- 30 settembre - Olivier Giroud, calciatore francese
- 30 settembre - Bruno Heder, conduttore televisivo e attore brasiliano
- 30 settembre - Quinn Johnson, giocatore di football americano statunitense
- 30 settembre - Mateusz Kowalski, ex calciatore polacco
- 30 settembre - Ki Hong Lee, attore sudcoreano
- 30 settembre - Michael Mason, altista canadese
- 30 settembre - Takahiro Nishijima, attore, cantante e ballerino giapponese
- 30 settembre - Jonas Portin, ex calciatore finlandese
- 30 settembre - Yūta Someya, ex calciatore giapponese
- 30 settembre - Joël Wakanumuné, calciatore francese
- 30 settembre - Tara Westover, storica e scrittrice statunitense
- 30 settembre - Cristián Zapata, calciatore colombiano
- 30 settembre - Pablo Álvarez Vera, hockeista su pista argentino